# Filovia di Chieti
La filovia di Chieti collega attualmente la parte bassa e più nuova della città, Chieti Scalo, comprendente la stazione ferroviaria, il policlinico e il campus universitario, con l'antico centro storico, posto su un colle. Denominata come linea 1, è gestita dall'azienda "La Panoramica", esercente dei trasporti pubblici urbani di Chieti, che ha preso dal 1985 il posto del precedente gestore, la Società per le Ferrovie Adriatico Appennino (FAA).
È a tutt'oggi l'unica filovia in esercizio sul territorio abruzzese.

## Storia

### Origini
La filovia di Chieti fu inaugurata il 16 luglio 1950 in sostituzione di una ferrovia a scartamento ridotto in funzione dal 1905, gravemente danneggiata durante la guerra.
La linea serviva al collegamento della stazione ferroviaria, posta nella valle del fiume Pescara (nel vasto sobborgo di Chieti Scalo), con il centro della città, posto su un colle.
Il percorso della linea era: Madonna delle Piane - stazione FS - centro della città - Sant'Anna; particolarmente tortuoso e acclive era il percorso fra la stazione e il centro.
A eccezione del rinnovo dei mezzi a metà anni ottanta, con il passare degli anni mancarono i necessari interventi di adeguamento tecnologico. Così, nel 1992, a causa dell'obsolescenza del bifilare, fu necessario sospendere il servizio e avviare la ricostruzione integrale della rete.
I lavori, la cui durata prevista fu inizialmente di un periodo di pochi anni, si trascinarono a lungo e con molte interruzioni finché, il 26 settembre 2009, la linea è stata riattivata. L'esercizio regolare è ripreso nel 2013 con l'impiego di cinque filobus VanHool A330T in sostituzione dei precedenti Menarini F 201-LU, ormai inadeguati e in parte ammalorati per la lunga interruzione del servizio.

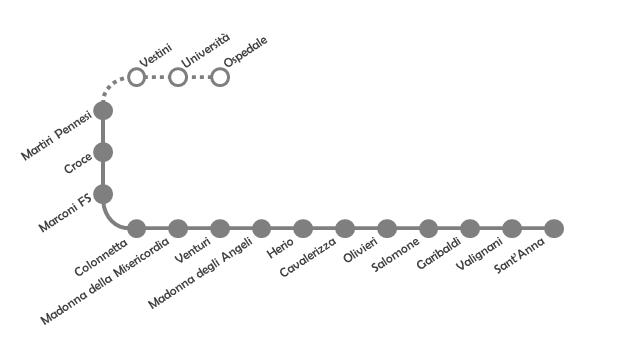
Il percorso del filobus "La Panoramica" dal piazzale Sant'Anna alla fermata Ospedale-Università

## Mezzi

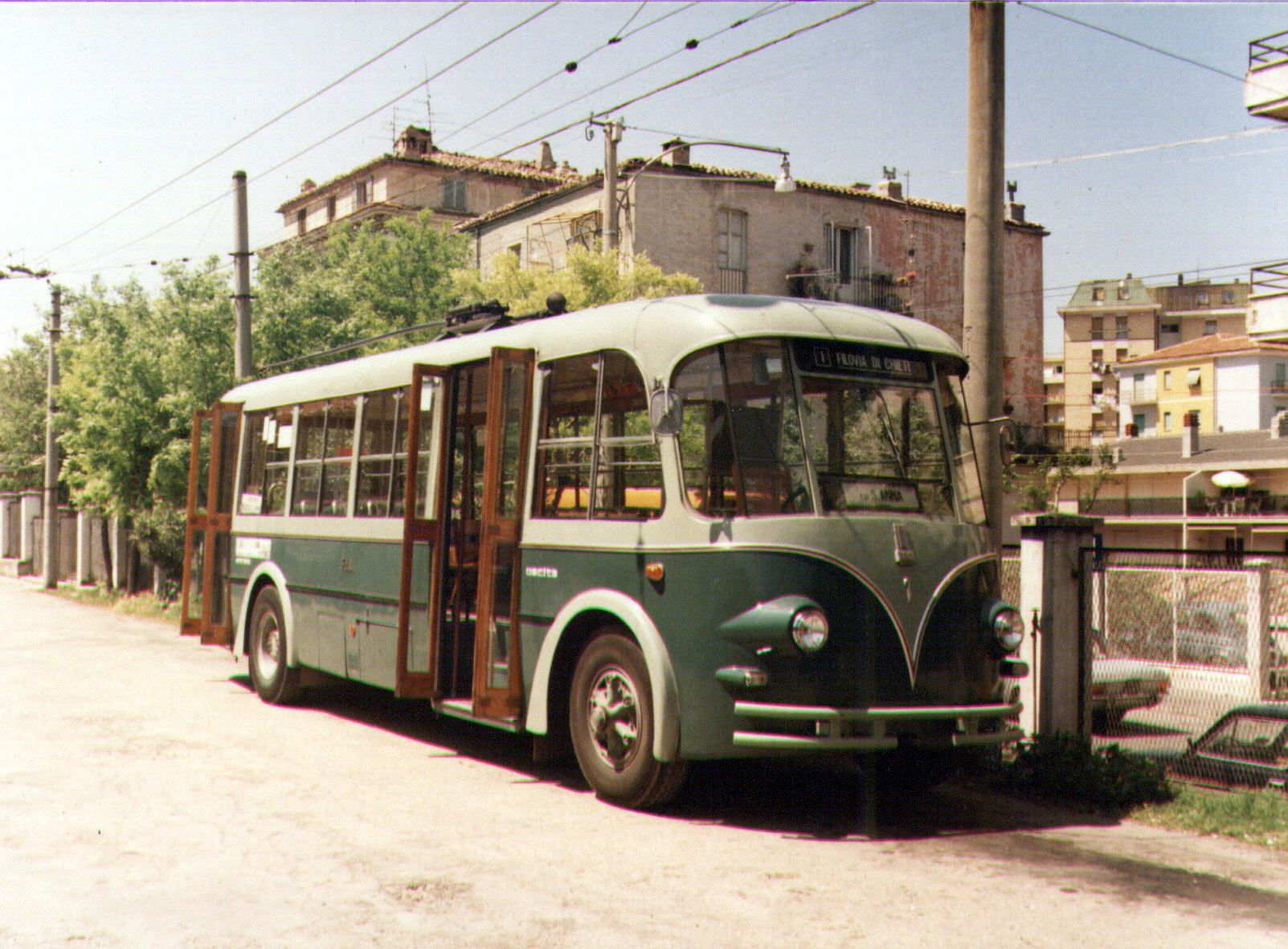
Il filobus n° 1, Fiat 668F, al deposito

### Radiati o dismessi
- Fiat 668F/113 Stanga-TIBB (matricole 1-6), acquistate tra il 1950 e il 1952, radiate nel 1985: la vettura n° 1 è stata ceduta nel 1990 al Museo Nazionale dei Trasporti di La Spezia;
- Fiat 668F/113 Stanga-TIBB (matricola 7), acquistata nel 1955 e radiata nel 1985;
- Fiat 668F/111 CANSA-TIBB (matricole 8-9), acquistate nel 1959 dalla rete filoviaria di Genova, radiate nel 1985: la vettura n° 9 è stata ceduta nel 1986 al Museo Nazionale dei Trasporti;
- Fiat 668F/210 TIBB (matricole 10-11), acquistate nel 1963 dalla rete filoviaria di Genova, radiate nel 1985: la vettura n° 11 è stata ceduta nel 1986 al Museo Nazionale dei Trasporti.

- Menarini 201 FLU TIBB (matricole 212-221), acquistate nel 1985: 7 vetture con le matricole 212, 213, 215, 217, 219, 220 e 221 sono state completamente restaurate, le rimanenti 3 sono state demolite dopo aver fornito pezzi di ricambio alle prime (cannibalizzazione). Solo due o tre delle vetture restaurate, con livrea verde a due tonalità, verranno effettivamente utilizzate, per oggettiva necessità, mancando in esse l'impianto di aria condizionata e la pedana per utilizzo disabili.

### In uso
- Cinque Van Hool A330T